# 巴爾古津區

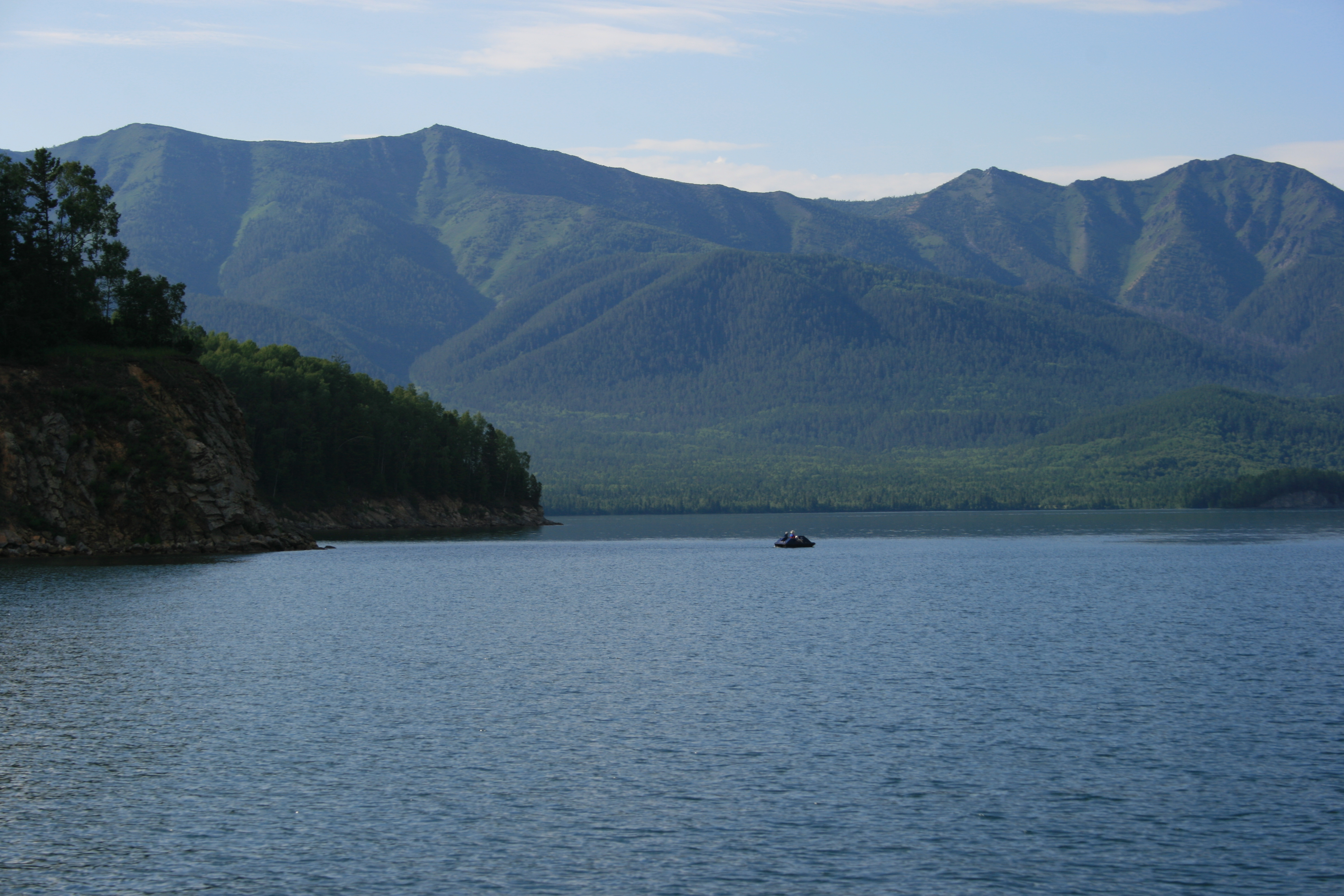

53°37′N 109°37′E / 53.617°N 109.617°E
巴爾古津區（羅馬化：Barguzínsky rayón，羅馬化：Bargazhanai aimag），清治期間稱之為巴爾古錫穆和屯，是俄羅斯的一個區，位於該國南部，由布里亞特共和國負責管轄，始建於1923年12月23日，面積18,553平方公里，2010年人口23,598，人口密度每平方公里1.27人。